# Otsochodzi
Otsochodzi, właściwie Miłosz Stępień (ur. 5 marca 1996 w Warszawie), znany również jako Młody Jan – polski raper i autor tekstów. Członek grupy OIO.

## Życiorys
W kwietniu 2015 wydał swój pierwszy minialbum pt. 7. Tego samego roku raper dołączył do akcji promocyjnej popkillera pod nazwą Młode wilki. W 2016 muzyk dołączył do wytwórni Asfalt Records i jej nakładem 20 maja 2016 ukazał się debiutancki album pt. Slam. 24 listopada 2017 ukazał się drugi album pt. Nowy kolor i debiutował na 7. miejscu polskiej listy sprzedaży – OLiS. 1 lutego 2019 ukazał się trzeci album pt. Miłość, który zadebiutował na 3 miejscu polskiej listy sprzedaży – OLiS. 26 marca 2020 roku wydał swój czwarty album pt. 2011, który zajął 3 pozycję na polskiej liście sprzedaży – OLiS. Pod koniec 2020 roku odszedł z wytwórni Asfalt Records wydając przy tym singiel „Lobby”, który miał być początkiem czegoś nowego. Na początku roku 2021 uformował supergrupę OIO wraz z raperami Okim i Young Igim. W sierpniu 2022 wydał płytę Tarcho Terror, która pierwotnie miała mieć swoją premierę w lutym czego dowiadujemy się w utworach „Biggie” (cyt. „Mama pyta kiedy dziecko.[...] Te wersy i wypluję album w lutym”) oraz „Luty” (cyt. „Miałem wydać płytę w lutym ale chyba robię album życia”). 23 stycznia 2024 został wydany singiel „Rap”, który promuje album TTHE GRIND. 10 grudnia 2024 roku raper wypuścił singiel pt. "Wszystko Mija", który zapowiadał wersję deluxe poprzedniej płyty, czyli TTHE GRIND DELUXE. Deluxe wzbogacał płytę o sześć tracków i wyszedł 31 stycznia 2025 roku wraz z koncertem prenierowym w Progresji (w Warszawie), gdzie tylko tam można było dostać wersję fizyczną deluxe'a. Płyt było tyle co biletów, czyli 2020 sztuk.

## Dyskografia

### Albumy studyjne
| Rok                                                     | Dane dot. albumu                                                                                             | Pozycja na liście | Sprzedaż       | Certyfikat              |
| Rok                                                     | Dane dot. albumu                                                                                             | POL               | Sprzedaż       | Certyfikat              |
| ------------------------------------------------------- | --- | ----------------- | -------------- | ----------------------- |
| 2016                                                    | Slam - Data: 20 maja 2016 - Wydawca: Asfalt Records - Format: CD, LP, digital download                       | –                 |                |                         |
| 2017                                                    | Nowy kolor - Data: 24 listopada 2017 - Wydawca: Asfalt Records - Format: CD, LP, digital download            | 7                 | - POL: 15 000+ | - ZPAV: złota płyta     |
| 2019                                                    | Miłość - Data: 1 lutego 2019 - Wydawca: Asfalt Records - Format: CD, digital download                        | 3                 |                |                         |
| 2020                                                    | 2011 - Data: 26 marca 2020 - Wydawca: Asfalt Records - Format: CD, digital download                          | 3                 |                |                         |
| 2022                                                    | Tarcho Terror - Data: 4 sierpnia 2022 - Wydawca: 2020, Universal Music Polska - Format: CD, digital download | 1                 | - POL: 30 000+ | - ZPAV: platynowa płyta |
| 2024                                                    | TTHE GRIND - Data: 5 kwietnia 2024 - Wydawca: 2020, Universal Music Polska - Format: CD, digital download    | 1                 | - POL: 30 000+ | - ZPAV: platynowa płyta |
| „–” oznacza, że album nie był notowany na danej liście. | |                   |                |                         |

### Albumy we współpracy
| Rok  | Dane dot. albumu | Pozycja na liście | Sprzedaż        | Certyfikat                 |
| Rok  | Dane dot. albumu | POL               | Sprzedaż        | Certyfikat                 |
| ---- | --- | ----------------- | --------------- | -------------------------- |
| 2021 | OIO (z Young Igi i Oki jako OIO) - Data: 7 maja 2021 - Wydawca: 2020, Universal Music Polska - Format: CD, digital download | 3                 | - POL: 120 000+ | - ZPAV: 4× platynowa płyta |

### Minialbumy
| Rok  | Dane dot. albumu                                                                        |
| ---- | --------------------------------------------------------------------------------------- |
| 2012 | Fejk Wers - Data: 27 sierpnia 2012 - Wydawca: nielegal - Format: digital download       |
| 2015 | 7 - Data: 14 kwietnia 2015 - Wydawca: Lekter Records - Format: CD, LP, digital download |

### Single
| Rok                                                      | tytuł                                   | Pozycja na liście | Certyfikat               | Album               |
| Rok                                                      | tytuł                                   | RP                | Certyfikat               | Album               |
| -------------------------------------------------------- | --------------------------------------- | ----------------- | ------------------------ | ------------------- |
| 2016                                                     | „A&K”                                   | –                 |                          | Slam                |
| 2016                                                     | „Znowu zamuliłem” (gośc. Zetenwupe)     | –                 |                          | Slam                |
| 2016                                                     | „Bon Voyage”                            | –                 |                          | Slam                |
| 2017                                                     | „Nowy kolor” (gośc. Taco Hemingway)     | 4                 | - ZPAV: diamentowa płyta | Nowy kolor          |
| 2017                                                     | „Tel3f0ny”                              | –                 |                          | Nowy kolor          |
| 2017                                                     | „Nie, nie”                              | –                 | - ZPAV: diamentowa płyta | Nowy kolor          |
| 2017                                                     | „Aha” (gośc. Pezet)                     | –                 |                          | Nowy kolor          |
| 2018                                                     | „Euforia”                               | –                 |                          | Miłość              |
| 2018                                                     | „Nigdy już nie będzie tak jak kiedyś”   | –                 |                          | Miłość              |
| 2018                                                     | „Dla mnie”                              | –                 |                          | Miłość              |
| 2018                                                     | „Nagrania (0:37)” (gośc. Rosalie.)      | –                 |                          | Miłość              |
| 2018                                                     | „Worldwide”                             | –                 |                          | Miłość              |
| 2019                                                     | „Mów”                                   | –                 |                          | 2011                |
| 2019                                                     | „Wszystko co mam” (gośc. Rosalie., Oki) | –                 |                          | 2011                |
| 2019                                                     | „Kevin”                                 | –                 |                          | 2011                |
| 2020                                                     | „Oopsy Daisy” (gośc. Young Igi)         | –                 |                          | 2011                |
| 2020                                                     | „Pada”                                  | –                 |                          | 2011                |
| 2020                                                     | „Warsaw Local Boy”                      | –                 |                          | 2011                |
| 2020                                                     | „$ Class”                               | –                 |                          | 2011                |
| 2022                                                     | „WWA Melanż” (gośc. Oskar83)            | –                 | - ZPAV: platynowa płyta  | Tarcho Terror       |
| 2022                                                     | „KFC”                                   | –                 | - ZPAV: platynowa płyta  | Tarcho Terror       |
| 2022                                                     | „Luty”                                  | –                 | - ZPAV: platynowa płyta  | Tarcho Terror       |
| 2022                                                     | „Poj*bane Stany” (gośc. Young Igi)      | –                 | - ZPAV: złota płyta      | Tarcho Terror       |
| 2022                                                     | „Paczkomat” (gośc. Pako, Szopeen)       | –                 |                          | Tarcho Terror       |
| 2024                                                     | „Rap”                                   | –                 | - ZPAV: platynowa płyta  | Tthe Grind          |
| 2024                                                     | „New York Freestyle”                    | –                 | - ZPAV: platynowa płyta  | Tthe Grind          |
| 2024                                                     | „Piegi”                                 | –                 | - ZPAV: złota płyta      | Tthe Grind          |
| 2024                                                     | „Blok!”                                 | –                 |                          | Tthe Grind          |
| 2024                                                     | „Wszystko mija”                         | –                 |                          | Tthe Grind (Deluxe) |
| 2025                                                     | „300 BANIEK” (gośc. Oki)                | –                 |                          | Tthe Grind (Deluxe) |
| „–” oznacza, że singel nie był notowany na danej liście. |                                         |                   |                          |                     |

### Inne notowane lub certyfikowane utwory
| Rok | Tytuł                                                        | Pozycja na liście | Pozycja na liście | Pozycja na liście | Pozycja na liście | Certyfikat                 | Album            |
| Rok | Tytuł                                                        | POL               | POL NEW           | ESKA              | RMF               | Certyfikat                 | Album            |
| --- | ------------------------------------------------------------ | ----------------- | ----------------- | ----------------- | ----------------- | -------------------------- | ---------------- |
| 2017 | „Uzależniony” (Smolasty; gośc. Otsochodzi)                   | 30                | 1                 | 11                | 13                | - ZPAV: 4× platynowa płyta | Fake Love        |
| 2019 | „9 żyć” (Kubi Producent; gośc. Otsochodzi, schafter, PlanBe) | –                 | –                 | –                 | –                 | - ZPAV: platynowa płyta    | +18              |
| 2022 | „Tarcho Terror”                                              | –                 | –                 | –                 | –                 | - ZPAV: platynowa płyta    | Tarcho Terror    |
| 2023 | „Cichosza” (Taco Hemingway; gośc. Otsochodzi)                |                   |                   |                   |                   | - ZPAV: platynowa płyta    | 1-800-Oświecenie |
| 2024 | „@champagnepapi” (gośc. Oki)                                 | –                 | X                 | –                 | –                 | - ZPAV: złota płyta        | Tthe Grind       |
| 2024 | „Kiedyś cię znajdę” (gośc. Reni Jusis)                       | –                 | X                 | –                 | –                 | - ZPAV: złota płyta        | Tthe Grind       |
| 2024 | „Tak to leciało!” (gośc. Taco Hemingway)                     | –                 | X                 | –                 | –                 | - ZPAV: platynowa płyta    | Tthe Grind       |
| „–” oznacza, że singel nie był notowany na danej liście. „X” oznacza, że lista nie istniała w danym okresie. |                                                              |                   |                   |                   |                   |                            |                  |

### Gościnne występy
| Rok  | Album                                     | Utwór                                               | Źródło |
| ---- | ----------------------------------------- | --------------------------------------------------- | ------ |
| 2014 | Frankie – Jak zwykle o tym samym          | „Wpierdalam” (gościnnie: Boguś Mahboob, Otsochodzi) | [ 39 ] |
| 2015 | Rasmentalism – 1985                       | „Zima” (gościnnie: Otsochodzi)                      | [ 4 ]  |
| 2015 | Mielzky/Patr00 – Miejski Patrol           | „Czego więcej?” (gościnnie: Otsochodzi)             | [ 4 ]  |
| 2015 | Soulpete – RAW                            | „Zaraz wracam” (gościnnie: Otsochodzi)              | [ 4 ]  |
| 2016 | The Returners – Nowa Stara Szkoła         | „Nic do stracenia” (gościnnie: Otsochodzi)          | [ 4 ]  |
| 2016 | Sonar – Pętle                             | „Kilka wspomnień” (gościnnie: Otsochodzi)           | [ 4 ]  |
| 2016 | Flirtini – Hearthbreaks & Promises vol. 3 | „UberPOP” (gościnnie: Otsochodzi)                   | [ 4 ]  |
| 2017 | Włodi – Wszystkie Drogi Prowadzą do Dymu  | „Przywilej” (gościnnie: Otsochodzi)                 | [ 4 ]  |
| 2017 | Leh – Lep EP                              | „Weź koleżankę” (gościnnie: Otsochodzi)             | [ 4 ]  |
| 2018 | Rasmentalism – Tango                      | „Moment” (gościnnie: Otsochodzi)                    | [ 4 ]  |
| 2018 | Smolasty – Fake Love                      | „Uzależniony” (gościnnie: Otsochodzi)               | [ 4 ]  |
| 2018 | Taco Hemingway – Flagey                   | „Pokédex” (gościnnie: Otsochodzi)                   | [ 40 ] |
| 2018 | Young Igi – Konfetti                      | „Richard Millie” (gościnnie: Otsochodzi)            | [ 41 ] |
| 2020 | Margaret                                  | „Reksiu” (gościnnie: Otsochodzi)                    | [ 42 ] |